# Othella Harrington
Othella Harrington (ur. 31 stycznia 1974 w Jackson) – amerykański koszykarz występujący na pozycjach silnego skrzydłowego oraz środkowego, od 2011 dyrektor do spraw operacji koszykarskich drużyny akademickiej Georgetown Hoyas.
Został wybrany dwukrotnie najlepszym zawodnikiem sezonu szkół średnich stanu Missisipi (Mississippi Mr. Basketball – 1991, 1992). Zaliczono go do I składu Parade All-American (1992), USA Today's All-USA (1992), III składu Parade All-American (1991). W 1992 otrzymał tytuł MVP meczu gwiazd szkół amerykańskich średnich McDonalds All-American (1992).

## Osiągnięcia
Na podstawie, o ile nie zaznaczono inaczej.
NCAA
- Uczestnik rozgrywek:
  - Elite Eight turnieju NCAA (1996)
  - Sweet 16 turnieju (1995, 1996)
  - turnieju NCAA (1994–1996)
- Mistrz sezonu regularnego konferencji Big East (1996)
- Debiutant Roku konferencji Big East (1993)[2]
- Zaliczony do:
  - I składu:
    - turnieju Big East (1994)
    - debiutantów Big East (1993)

  - II składu Big East (1994)
  - III składu Big East (1996)

Reprezentacja
- Mistrz:
  - uniwersjady (1995)
  - świata U–21 (1993)